# Melvin H. Evans

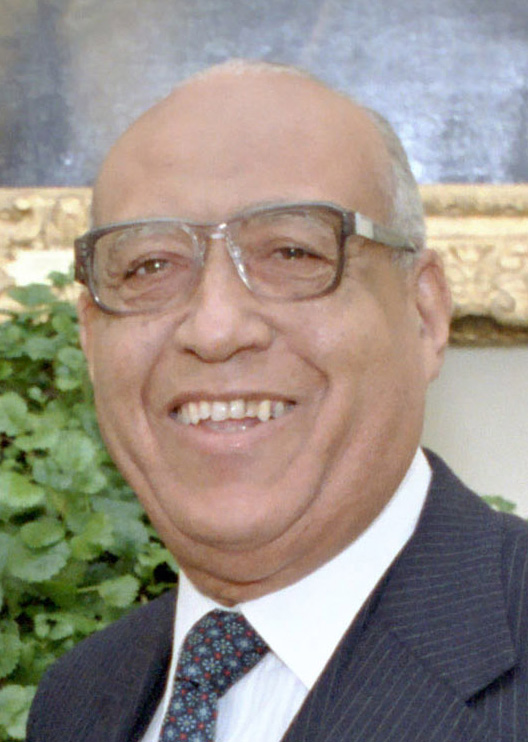
Melvin H. Evans

Melvin Herbert Evans (* 7. August 1917 in Christiansted, Saint Croix; † 27. November 1984 ebenda) war ein US-amerikanischer Politiker. Zwischen 1969 und 1975 war er Gouverneur der Amerikanischen Jungferninseln; von 1979 bis 1981 vertrat er diese als nicht stimmberechtigter Delegierter im US-Repräsentantenhaus. Von 1981 bis zu seinem Tod war er Botschafter der Vereinigten Staaten in Trinidad und Tobago.

## Werdegang
Melvin Evans besuchte die öffentlichen Schulen seiner Heimat und studierte danach bis 1940 an der Howard University in Washington, D.C. Danach studierte er bis 1944 an derselben Universität Medizin. Politisch schloss er sich der Republikanischen Partei an. Zwischen 1959 und 1967 war er Gesundheitsminister (Health Commissioner) der Jungferninseln. Danach praktizierte er bis 1969 als privater Arzt. 1969 wurde er von der amerikanischen Bundesregierung zum Gouverneur seiner Heimat ernannt; im folgenden Jahr wurde er der erste gewählte Gouverneur der Jungferninseln. Dieses Amt bekleidete er zwischen 1969 und 1975. Zwischen 1976 und 1980 gehörte er dem Republican National Committee an; in den Jahren 1972 und 1976 war er Delegierter zu den jeweiligen Republican National Conventions, auf denen Richard Nixon bzw. Gerald Ford als Präsidentschaftskandidaten nominiert wurden.
Bei den Kongresswahlen des Jahres 1978 wurde Evans als Delegierter seiner Heimat in das US-Repräsentantenhaus in Washington, D.C. gewählt, wo er am 3. Januar 1979 die Nachfolge von Ron de Lugo antrat. Da er im Jahr 1980 seinem Vorgänger de Lugo unterlag, konnte er bis zum 3. Januar 1981 nur eine Legislaturperiode im Kongress absolvieren. Vom 1. Dezember 1981 bis zu seinem Tod am 27. November 1984 war er als Nachfolger von Irving G. Cheslaw US-Botschafter für Trinidad und Tobago.
Mit seiner Frau Phyllis hatte er vier Kinder.